# Подлокань
Подло́кань (Подлоканиця, серб. Подлокањ) — село в Сербії, відноситься до общини Новий Кнежеваць Північно-Банатського округу автономного краю Воєводина.
Село розташоване між селами Банатське Аранджелово та Врбиця.

## Населення
Населення села становить 135 осіб (2002, перепис), з них:
- серби — 97,2%
- югослави — 2,3%,

живуть також угорці.